# ميبيت
ميبيت.كوم (بالإنجليزية: Mibbit)‏ هو موقع وب يقدم خدمة الاتصال إلى شبكات آي آر سي عبر تقنية أجاكس.

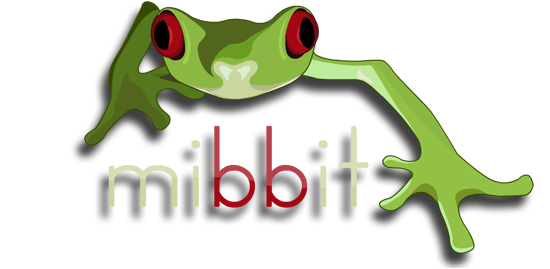
شعار ميبيت

## المميزات
- دعم الاتصال بأي شبكة آي آر سي.
- دعم للاتصال من جهاز آي فون وجهاز وي.
- دعم كامل لترميز صيغة التحويل الموحد-8.
- خيارات للتلوين وابتسامات متنوعة.
- إمكانية الحصول على إطار خاص لأي موقع ويب.
- خدمة لصق (.PastBin)
- إمكانية تحويل الترميز.

## تطوير الموقع
يتم تطوير ميبيت من طرف جيمي موري.

## برامج منافسة
- شات أون

## وصلات خارجية
- موقع ميبيت.